# Vérificateur des comptes publics du Kentucky
Le vérificateur des comptes publics du Kentucky (en anglais : Kentucky Auditor of Public Accounts) est un fonctionnaire constitutionnel élu de l'organe exécutif de l'État américain du Kentucky. Quarante-sept personnes ont occupé le poste de vérificateur des comptes depuis la création du post. La titulaire actuelle est Allison Ball, une républicaine.

## Pouvoirs et devoirs
Le vérificateur des comptes publics « ... s'assure que les ressources publiques sont protégées, évaluées avec précision, correctement comptabilisées et utilisées efficacement pour améliorer la qualité de vie des Kentuckiens. »  Plus précisément, le vérificateur des comptes publics effectue une série d'audits externes qui examinent la situation financière, la conformité légale, les systèmes informatiques et la performance des programmes dans les entités gouvernementales. Le champ d'autorité du vérificateur s'étend à tous les organismes d'État, à toutes les entités publiques ou privées qui reçoivent des fonds de l'État, à toutes les entreprises détenues ou exploitées par l'État telles que les prisons et les travaux publics, ainsi qu'à tous les comtés, municipalités et districts scolaires du Commonwealth.

## Historique
Initialement, le vérificateur des comptes publics servait de contrôleur et de collecteur d’impôts pour le gouvernement de l’État. La loi de réorganisation de 1936 transfère ces fonctions à d'autres organismes d'État et établi le bureau du vérificateur comme « … un organisme impartial, entièrement indépendant de l'administration de l'État et chargé de la responsabilité de vérifier les comptes et les transactions financières de tous les organismes dépensiers du Commonwealth ». L'audit gouvernemental reste la fonction principale du bureau du vérificateur à ce jour.

## Liste des vérificateurs
| Image | Name                | Term         |
| ----- | ------------------- | ------------ |
|       | William McDowell    | 1792–1796    |
|       | George Madison      | 1796–1816    |
|       | John Madison        | 1816–1820    |
|       | Peter Clay          | 1820         |
|       | Ben Shelby          | 1820–1834    |
|       | Thomas Scudder Page | 1834–1846    |
|       | H. Q. Bradley       | 1846–1848    |
|       | John Baylor Temple  | 1848–1850    |
|       | James A. Barbour    | 1850–1851    |
|       | Thomas Scudder Page | 1851–1859    |
|       | Grant Green         | 1859–1863    |
|       | A. T. Samuels       | 1863–1867    |
|       | D. Howard Smith     | 1867–1879    |
|       | Fayette Hewitt      | 1879–1887    |
|       | L. C. Norman        | 1887–1896    |
|       | Samuel H. Stone     | 1896–1900    |
|       | John S. Sweeney     | 1900         |
|       | Gus G. Coulter      | 1900–1904    |
|       | Samuel Wilber Hager | 1904–1908    |
|       | Frank P. Jones      | 1908–1912    |
|       | Henry M. Bosworth   | 1912–1916    |
|       | Robert L. Greene    | 1916–1919    |
|       | T. M. Jones         | 1919–1920    |
|       | John J. Craig       | 1920–1924    |
|       | William H. Shanks   | 1924–1928    |
|       | Clell Coleman       | 1928–1932    |
|       | J. Dan Talbott      | 1932–1936    |
|       | E. E. Shannon       | 1936–1940    |
|       | David A. Logan      | 1940–1943    |
|       | B. L. Sparks        | 1943–1947    |
|       | Charles I. Ross     | 1947         |
|       | W. D. Bratcher      | 1947–1948    |
|       | Harry Newman Jones  | 1948–1952    |
|       | T. Herbert Tinsley  | 1952–1956    |
|       | Mary Louise Foust   | 1956–1960    |
|       | Joseph W. Schneider | 1960–1964    |
|       | Henry H. Carter     | 1964–1968    |
|       | Clyde Conley        | 1968–1969    |
|       | James Thompson      | 1969–1970    |
|       | Mary Louise Foust   | 1970–1976    |
|       | George L. Atkins    | 1976–1980    |
|       | James B. Graham     | 1980–1984    |
|       | Mary Ann Tobin      | 1984–1988    |
|       | Bob Babbage         | 1988–1992    |
|       | Ben Chandler        | 1992–1996    |
|       | Ed Hatchett         | 1996–2004    |
|       | Crit Luallen        | 2004–2012    |
|       | Adam Edelen         | 2012–2016    |
|       | Mike Harmon         | 2016–2024    |
|       | Allison Ball        | 2024–present |